# Plaine des Chicots

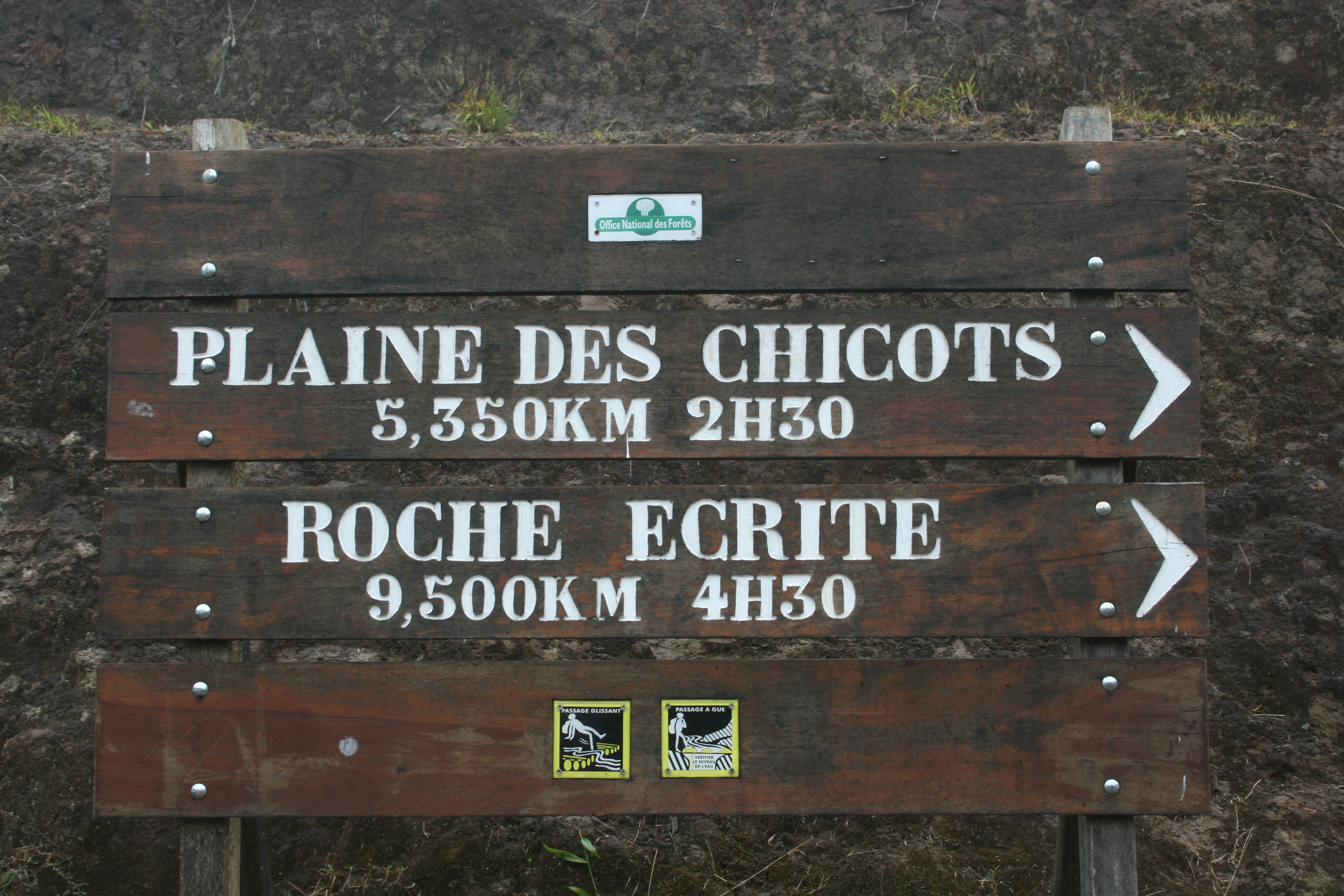
Un panneau au départ du sentier menant à la plaine des Chicots puis à la Roche Écrite.

La plaine des Chicots est un plateau de montagne pentu des Hauts de l'île de La Réunion, un département d'outre-mer français dans l'océan Indien. Situé dans le nord du massif du Piton des Neiges et traversé par le sentier de grande randonnée appelé GR R2, elle est située à environ 1 900 mètres d'altitude et est couverte de broussailles où évolue le tuit-tuit (Coracina newtoni), un passereau endémique de la zone.

## Annexe